# Culture de l'Abkhazie

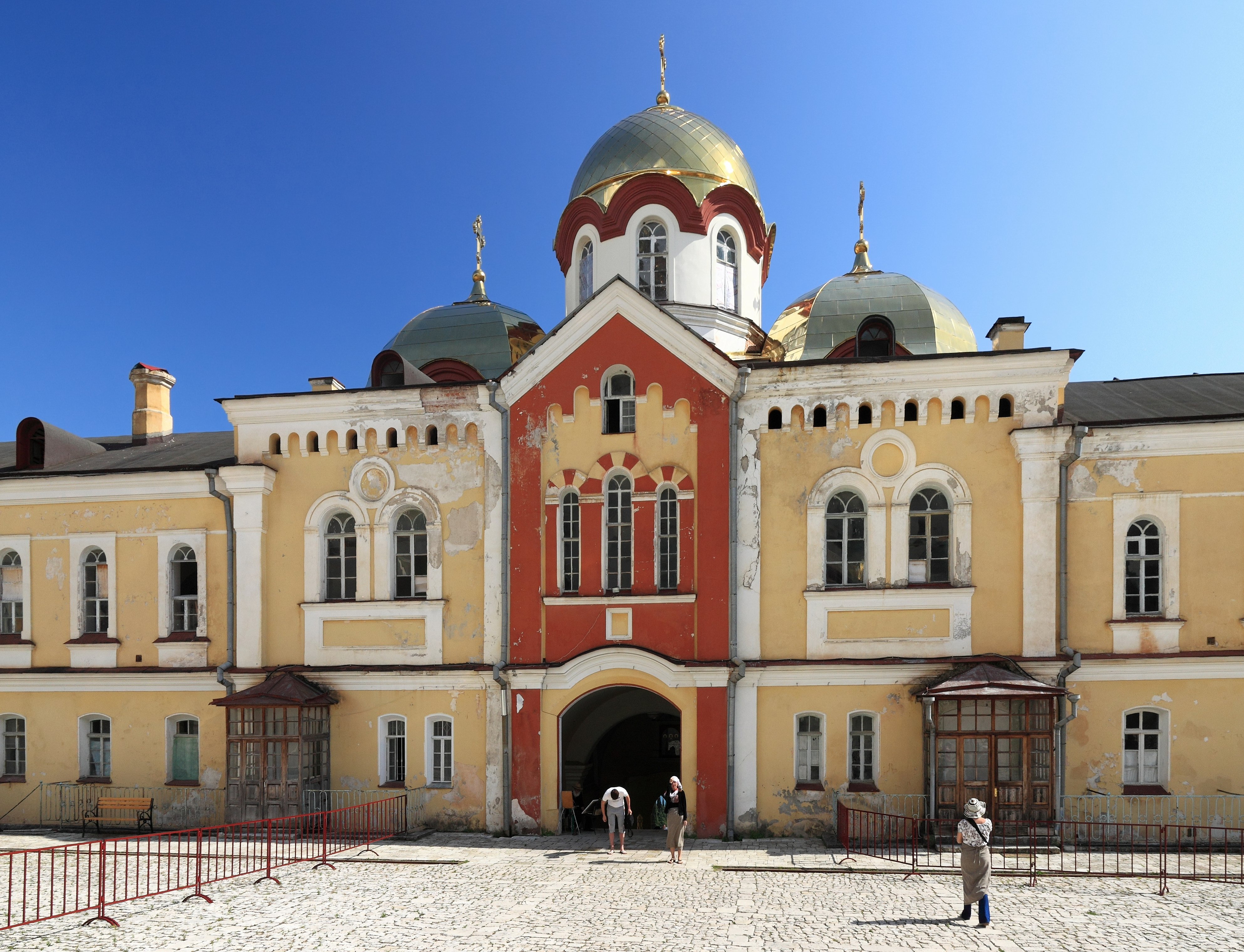
Monastère à Nouvel Athos

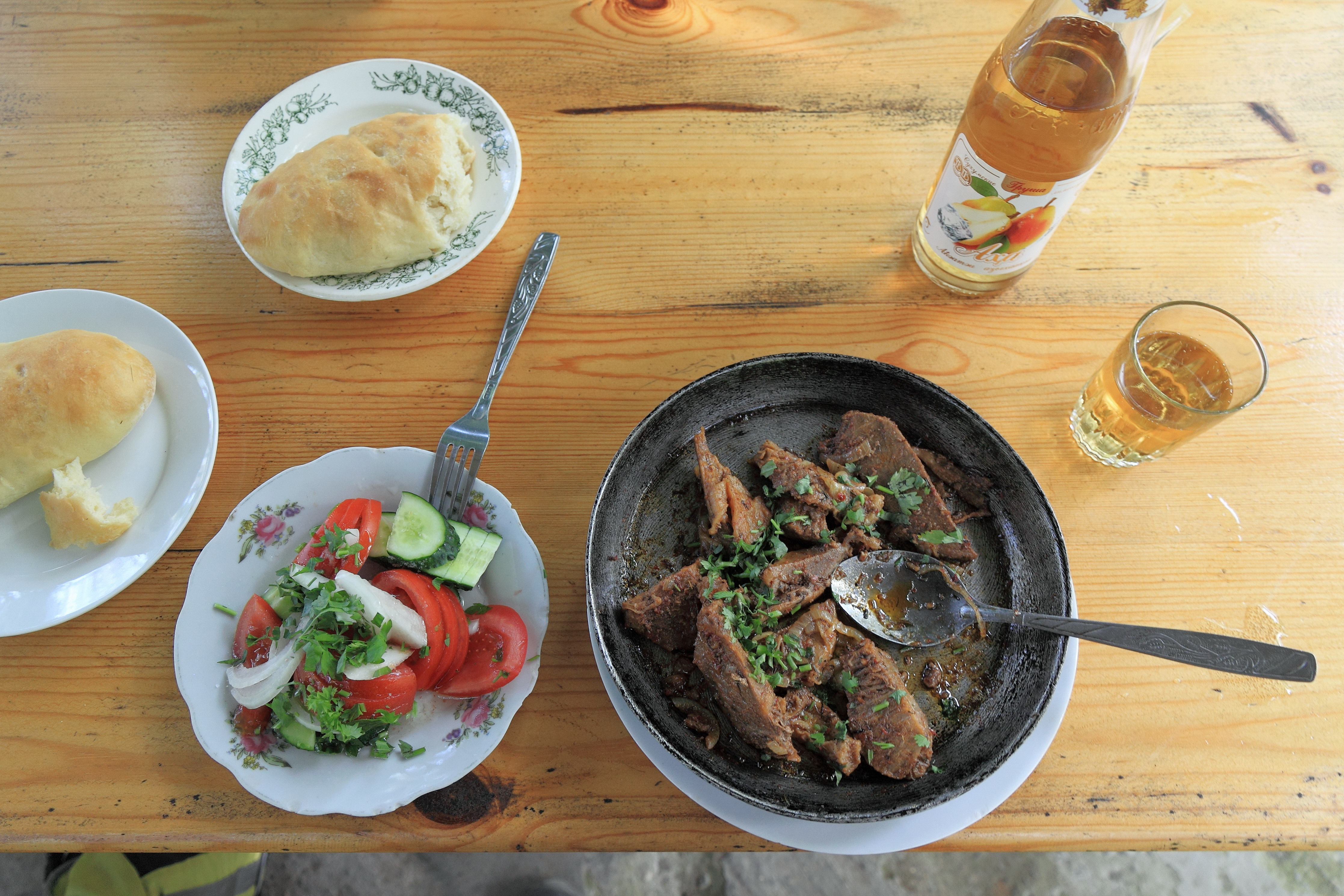
Cuisine abkhaze

Cet article aborde différents aspects de la culture de l'Abkhazie.

## Langues et populations
- Abkhaze
- Alphabet abkhaze
- Nettoyage ethnique des Circassiens
- Nettoyage ethnique des Géorgiens en Abkhazie (en)

## Traditions

### Religion
- Religion en Abkhazie : christianisme (surtout orthodoxie) (70..75 %), Islam (16..26 %), autres (5..10 %)
- Néopaganisme abkhaze, Sept temples d'Abkhazie (en)
- Histoire des Juifs en Abkhazie (en)

### Symboles
- Armoiries de l'Abkhazie
- Drapeau de l'Abkhazie
- Aiaaira, hymne national

### Mythologie
- Abrskil (en)

### Vie sociale
- Abkhazes
- Dominos abkhazes
- Catégorie:Personnalité abkhaze

## Santé

### Sports
- Sport en Abkhazie

### Média
- Apsny

## Littérature
- Littérature abkhaze (en)
- Bagrat Shinkuba (en) (1917-2004)
- Fazil Iskander (1929-2016)
- Alexey Gogua (en) (1932-)
- Nartes
- Divan des rois d'Abkhazie
- Poètes abkhaz : Gennady Alamia, Denis Chachkhalia, Samson Chanba, Nugzar Logua, Bagrat Shinkuba, Taif Ajba, Daur Zantaria, Vladimir Zantaria, Nugzar Logua
- Prosateurs abkhaz : Alexey Gogua, Dmitry Gulia, Fazil Iskander, Stanislav Lakoba, Daur Nachkebia, Bagrat Shinkuba

## Théâtre
- Théâtre Dramatique de l’Etat d’Abkhazie, fondé en 1928
- Le célèbre dramaturge abkhaze Samson Chanba (1886-1937), Amkhadzyr (1920, première pièce en abkhaz)
- Aleksandr Shervashidze (en) (1867-1968), scénographe